# بيت تطهير (مالية)
تعتبر شركة تبادل المعلومات Clearing House شركة خدمات مالية تقوم بتزويد خدمات تصفية الحسابات والتسويات في الصفقات الحسابية التي عادة ما تكون في عمليات التبادل المستقبلية. والمقصود بعمليات التبادل المستقبلية عمليات التبادل المالية الأساسية التي من خلالها يستطيع الناس أن يتاجروا بعقود مستقبلية محددة، بمعنى آخر شراء سلعة محددة أو صكوك مالية بسعر محدد مع تسليم بزمن محدد في المستقبل. وعادة ما تعمل هذه الشركة عمل الدائن (يقوم الشخص الذي يود الدفع بالدفع لشركة الخدمات المالية هذه والذي بدورها تقوم بإيصال المال للشخص المدفوع له). يمكن لهذه الشركة أيضا أن تؤدي خدمات تجديد وهي عبارة عن تبديل عقد أو دين قديم بجديد أو خدمات تعزيز ائتمان أخرى لأفرادها. يستخدم المصطلح أيضا للإشارة إلى بنوك مثل بنك سافولك Suffolk Bank الذي كان لديه تحفظ على الإفراط في إصدار سندات العملة.

## تصفية الحسابات بشان الحوالات
ان شركة خيارات تبادل المعلومات Options Clearing Corporation هي مثال عن شركة تعمل في مجال تبادل المعلومات وهدفها هو إيجاد خيارات تبادل معلومات متساوية وسندات استثمارية ثانوية وذلك من أجل ضمان التطبيق المناسب لهذه الصكوك.

## تصفية الحسابات بشان التبادل المستقبلي
تزود شركة LCH على سبيل المثال خدمات تصفية حسابات وتسوية لشركة تبادل منتجات البترول العالمية المرتبطة بشركة التبادل ضمن القارات الموجودة في أتلانتا، جورجيا.

## تصفية الحسابات بشان الدفعات
تنظم الشركة الوطنية لتبادل المعلومات الإلكترونية في الولايات المتحدة الأمريكية آليات لشركات الخدمات المالية التي تشارك في شبكة تبادل المعلومات الأوتوماتيكية Automated Clearing House. تستعمل هذه المؤسسات شركة تبادل المعلومات الإلكترونية لتحويل المال إما إلى دين أو رصيد دائن بين الشركات المشاركة."1
"إن نظام تبادل المعلومات هو عبارة عن شبكة إلكترونية لصفقات تبادل المعلومات في الولايات المتحدة الأمريكية. إن هذا النظام يعالج نسبة كبيرة من عمليات الدائن والمدين التي بدأت على شكل دفعات. تم وضع قوانين وأنظمة تحكم شبكة نظام تبادل المعلومات عن طريق الجمعية الوطنية الإلكترونية لتبادل المعلومات والاحتياط الفدرالي. استحوذت الشبكة في عام 2002 على ما يعادل 8.5 مليار عملية تبادل معلومات أوتوماتيكية Automated Clearing House وبقيمة تعادل 21.7 تريليون دولار.
يتضمن رصيد حوالات تبادل المعلومات الإلكترونية ACH الإيداع المباشر للمرتب ومدفوعات البائع. إن حوالات المدين المباشرة في نظام تبادل المعلومات الإلكتروني يتضمن دفعات المستهلك لأقساط التامين، قروض الرهن العقاري بالإضافة إلى سندات مالية أخرى. إن الشركات بدأت تستعمل نظام تبادل المعلومات الإلكتروني بصورة متزايدة لقبض المال من الزبائن عن طريق الإنترنت أكثر منه عن طريق بطاقات الائتمان أو بطاقات الصراف الآلي. يتضمن الشبكة أيضا تطبيقات جديدة مثل برنامج تحويل الشيك إلى نقاط شراء."2
"يودع في المدن الكبرى الشيكات التي تمثل ملايين الدولارات في البنوك كل يوم. ان جمع هذا المال كل على حدا سيكون مستحيلا لو لم يكن نظام تبادل المعلومات موجود.
لكل مدينة نظام تبادل المعلومات الخاص بها. انه عبارة عن مؤسسة يشكلها البنوك انفسهم من اجل خدمة البنوك ذاتها. تربط البنوك الرئيسية في المدينة نفسها بذلك النظام وببنوك أخرى مع أنظمة تبادل المعلومات الخاصة بالمدن التي فيها تلك البنوك وبخاصة في نيويورك. تربط البنوك بالريف نفسها مع نطام تبادل معلومات أو أكثر عن طريق البنوك في المدينة الذين يقومون بتنفيذ أعمال تلك البنوك. تربط البنوك في نيويورك نفسها بلندن عن طريق اصحاب بنوك خاصة والتي هي فروع لمؤسسات بنكية اجنبية وبذلك تكون البنوك كلها مرتبط ببعضها البعض ويكون في لندن نظام تبادل المعلومات الأخير في العالم. ان عدد مرات تصفيات الحساب في نيويورك بلغ في 1909 حوالي 326,505,468 دولار (لواحد وخمسين بنك) ومعدل الحسابات اليومية المدفوعة نقدا وصل إلى $13,797,644." 3